# Волгодонский комбинат древесных плит
ОАО «Волгодонский комбинат древесных плит» — мебельное и лесохимическое предприятие в городе Волгодонске Ростовской области. Предприятие производит мебель под маркой «ТриЯ», древесные и стружечно-цементные плиты и панели, карбомидоформальдегидные и аминоформальдегидные смолы. Является крупнейшим предприятием мебельной и деревообрабатывающей промышленности Ростовской области, с долей в общем объёме производства от области до 49 % и вторым по величине предприятием обрабатывающей промышленности Волгодонска.

## История
1952—1992 годы
Волгодонский комбинат древесных плит основан в 1952 году как Цимлянская лесоперевалочная база в комплексе со строительством Цимлянской ГЭС. Предприятие специализировалось на приёме и переработке круглых лесоматериалов, поступающих с бассейна верхней Волги и Камы в виде плотов, с речного на железнодорожный транспорт для обеспечения древесиной Северо-Кавказского экономического района.
С течением времени начали развиваться профильные производства, ориентированные на комплексное использование древесного сырья: в 1965 году был построен цех по производству древесностружечных плит (ДСП) и связанное с ним производство формальдегидных смол. На этой основе получило развитие изготовление мебели и мебельных деталей.
В 1967 году лесоперевалочная база получила статус комбината. В 1970 году значительно расширены основные производства формальдегидных смол и древесно-стружечных плит. Одновременно на первую роль выходит производство мебельных деталей — в 1976 году комбинат стал базовым предприятием ВПО «Югмебель». Перевалка древесины постепенно сокращалась и окончательно прекратилась в 1989 году.
В 1989 году, входе реконструкции, продолжавшейся с 1984 по 1992 годы, комбинат был полностью перепрофилирован на производство ДСП, деталей из них и получил статус комбината древесных плит. На его базе в 1992 году был создан ОАО «Волгодонский комбинат древесных плит».
После 1992 года
В период после акционирования ВКДП произошла переориентация предприятия на выпуск корпусной мебели. В ходе нового этапа модернизации было установлено иностранное оборудование по присадке, раскрою и облицовке кромок мебельных деталей, а также 2-я линия ламинирования «Бюркле» по облицовке плит (в 2001 году).
В 2002 году продукция предприятия выходит на мебельный рынок под торговой маркой «ТриЯ». В 2004 году запущено в работу производство стружечно-цементных плит (СЦП).

## Собственники
96,64 % акций компании находятся у Фирсовой Полины Сергеевны. Она стала владельцем практически всех акций компании, после того как получила в дар более 80 % акций комбината. До этого она владела 15,89 % акций, генеральный директор Алексей Фирсов владел 12,74 % акций, Юрий Фирсов (9,19 %), а Василий Фирсов (0,64 %).

## Производственная деятельность
Основной деятельностью предприятия является производство сборно-разборной мебели разного функционального назначения, древесностружечных плит, облицовывание ДСП, МДФ, ДВП методом ламинирования, выпуск столярных изделий. Как отдельное направление деятельности развивается изготовление сборных деревянных домов и производство СЦП для панельного домостроения (мощность по выпуску СЦП — 380,0 тыс.  м² в год).
Структура производства
В состав головного предприятия компании — Волгодонского комбината древесных плит входят следующие цеха:
- производство древесно-стружечных плит (включая производство синтетических смол)
- мебельное производство
- производство цементно-стружечных плит
- деревообрабатывающий цех
- лесобиржа
- цех паросилового хозяйства
- гараж
- ремонтно-механический цех
- электротехнический цех

В состав ВКДП входят несколько производственных филиалов:
- Сальский филиал. Образован в 2000 году на базе Сальского мебельного комбината. Занимается производством мебели (279,8 млн руб. в 2010 году)
- Апшеронский филиал образован в 2003 году для производства комплектующих из натуральной древесины
- Лунинский филиал (пгт Лунино) — образован в 2005 году в качестве центра по лесозаготовкам

Основная часть продукции компании реализуется через сеть собственных мебельных магазинов ООО «Торговый Дом ТриЯ» (56,1 %), крупнейшим сторонним потребителем выступаетООО «ИКЕА Торг» (39,9 % отгрузок мебели в 2010 году). ВКДП входит в число основных поставщиков для сети ИКЕА в России.
Результаты работы:
|                                          | 2007    | 2008    | 2009    | 2010   |
| ---------------------------------------- | ------- | ------- | ------- | ------ |
| Выпуск ДСП, усл. т. куб. м.              | 127,7   | 123,5   | 97,0    | 102,2  |
| Выпуск стружечно-цементных плит, тыс. м2 | 155,3   | 286,3   | 38,3    | 65,8   |
| Производство синтетических смол, тонн    | 11714   | 11404,5 | 8366,4  | 5498,8 |
| Производство мебели, млн. руб.           | 1135    | 1440,9  | 1387,4  | 1707,4 |
| Выручка, млн. руб                        | 1857,45 | 2092,41 | 1762,27 | 1980   |
| Чистая прибыль, млн. руб.                | 170,5   | 136,5   | 97,8    | 68,6   |

## Интересные факты
Мэром Волгодонска в 2005 году стал генеральный директор компании Виктор Александрович Фирсов, в 2010 году он переизбрался на второй срок. Его место в руководстве (пост генерального директора) занял его сын — Алексей Викторович Фирсов.

## Фотогалерея

Волгодонский комбинат древесных плит со стороны Сухо-Соленовского залива Цимлянского водохранилища.